# (381) Мирра
(381) Мирра (381 Myrrha по каталогу ЦМП) — довольно крупный астероид главного пояса.

## Открытие и название
Мирра была открыта 10 января 1894 года французским астрономом Огюстом Шарлуа в обсерватории Ниццы. При регистрации открытия астероиду было присвоено обозначение 1894 AS.
Астероид был назван в честь персонажа древнегреческой мифологии Мирры (др.-греч. Μύρρα) — матери Адониса. Название утверждено в 1901 году.

## Орбитальные характеристики
Мирра обращается во внешней части Главного пояса астероидов на среднем расстоянии в 3,221 а. е. (481,8 млн км) от Солнца. Её орбита — почти круговая с эксцентриситетом 0,0941 и наклонением 6,69°. Таким образом, максимальное расстояние от Мирры до Солнца составляет 3,524 а. е. (527,155 млн км), минимальное — 2,918 а. е. (436,478 млн км).
Период обращения Мирры вокруг Солнца составляет 5,78 года (2111 суток). Последний раз она прошла перигелий 13 ноября 2010 года.
Абсолютная звёздная величина Мирры составляет 8,25m. Её видимый блеск в течение синодического периода меняется в пределах 12,2—14,8m.

## Физические характеристики
Согласно данным, полученным в 1983 году с помощью космической обсерватории IRAS, средний диаметр Мирры равен 120,58±2,7 км, а альбедо — 0,0609±0,003. Исследование астероида в 2010 году посредством космического телескопа WISE дало значение для её диаметра 129,000±6,008 км, а для альбедо — 0,0532±0,0106. Наиболее точное измерение размеров Мирры было проведено во время покрытия ей звезды γ Близнецов. В результате было установлено, что она имеет размеры 147,2±2,4 км на 126,6±7,9 км.
По классификации Толина Мирра принадлежит к спектральному классу C, а по классификации SMASS — к подклассу Cb.
Измерение периода вращения Мирры, проведённое в 2006 году в обсерватории Окли, дало значение 6,572±0,002 ч (6 ч 34 мин).